# Ceresium subuniforme
Ceresium subuniforme är en skalbaggsart som beskrevs av Schwarzer 1925. Ceresium subuniforme ingår i släktet Ceresium och familjen långhorningar.
Artens utbredningsområde är Taiwan. Inga underarter finns listade i Catalogue of Life.